# Martýn Pushkar

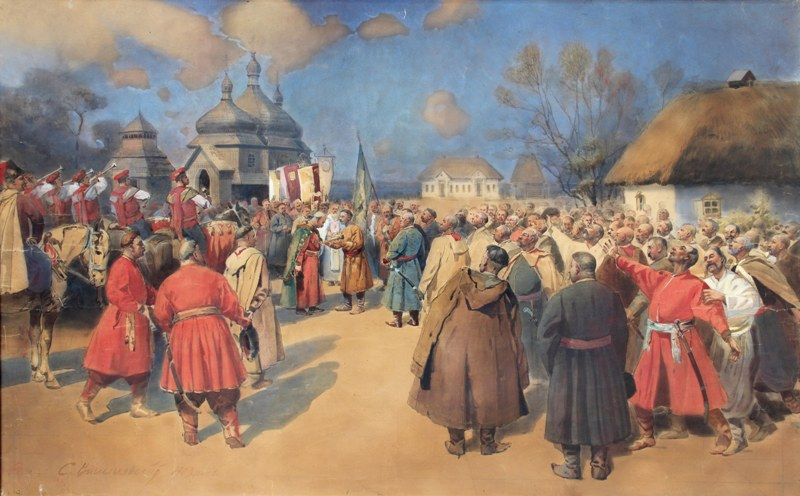
La elección de Martyn Pushkar como coronel: Panno del Poltava Zemstvo

Martýn Pushkar (en ucraniano: Марти́н Пушкар; murió el 1 de junio de 1658) fue un líder militar cosaco. Desde 1648 fue polkóvnik (coronel) del regimiento de Poltava. Después de la muerte del hetman Bogdán Jmelnitski, Martýn Pushkar, convirtiéndose en uno de los coroneles superiores en el Hetmanato cosaco, fue considerado un candidato para el puesto de hetman, pero el atamán Yákiv Barabash fue elegido en lugar de él. Con la ayuda de Yákiv Barabash, Pushkar dirigió un levantamiento contra Iván Vigovski en 1657. Tras causar varias derrotas a los cosacos de Vyhovsky y a sus aliados de Crimea, Martýn Pushkar fue asesinado en una batalla cerca del lugar donde nació el 1 de junio de 1658. Su rebelión terminó en fracaso. Fundó el Monasterio de la Exaltación de la Cruz, que fue construido en estilo barroco ucraniano en Poltava, para conmemorar una victoria sobre los polacos.